# Didelphinae
Didelphinae — підродина сумчастих ссавців родини Опосумові (Didelphidae). Група містить 15 родів з 98 сучасними видами. Представники підродини поширені у Північній та Південній Америці.

## Триби й роди
Didelphini
- Chironectes
- Didelphis
- Lutreolina
- Philander

Marmosini
- Marmosa
- Monodelphis
- Tlacuatzin

Metachirini
- Metachirus

Thylamyini
- Chacodelphys
- Cryptonanus
- Gracilinanus
- Lestodelphys
- Marmosops
- Thylamys

- Вимерлі роди:
  - Andinodelphys — Marshall & de Muizon, 1988 (†)
  - Coona — Simpson, 1938 (†)
  - Incadelphys — Marshall & de Muizon, 1988 (†)
  - Itaboraidelphys — Marshall & de Muizon, 1984 (†)
  - Marmosopsis — Paula Couto, 1962 (†)
  - Mizquedelphys — Marshall & de Muizon, 1988 (†)
  - Pucadelphys — Marshall & de Muizon, 1988 (†)
  - Thylophorops — Reig, 1952 (†)
  - Thylatheridium — Reig, 1952 (†)
  - Zygolestes — Ameghino, 1898 (†)